# Droga krajowa nr 611 (Węgry)
Droga krajowa nr 611 (węg. 611-os főút) – droga krajowa w komitatach Baranya i Tolna w południowo-zachodnich Węgrzech. Długość drogi wynosi około 16 km. 

## Miejscowości znajdujące się przy trasie 611
- Dombóvár – skrzyżowanie z 61
- Sásd – skrzyżowanie z 66